# Lactoaminourina
La lactoaminourina es un componente de la fermentación láctica, que produce el yogur.
Como su propio nombre indica, está formada por una molécula de lactosa (Beta-D-Galactopiranosil-1-4-Beta-D-glucopiranosa) unida con enlace Beta a un grupo amino (NH-), y en el otro con ácido úrico. Se usa como edulcorante del yogur, haciendo que este sepa a limón, coco, fresa o plátano, entre muchos sabores posibles.
- Datos: Q5968714